# Episodi di SEAL Team (settima stagione)
La settima ed ultima stagione della serie televisiva SEAL Team, composta da 10 episodi, è stata pubblicata in prima visione assoluta sulla piattaforma streaming Paramount+ dall'11 agosto al 6 ottobre 2024.
In Italia la stagione è stata trasmessa in prima visione assoluta su Rai 4 dal 2 al 30 dicembre 2024.
| nº | Titolo originale              | Titolo italiano                          | Prima TV USA      | Prima TV Italia  |
| -- | ----------------------------- | ---------------------------------------- | ----------------- | ---------------- |
| 1  | Chaos in the Calm: Part 1 & 2 | Caos nella calma (prima e seconda parte) | 11 agosto 2024    | 2 dicembre 2024  |
| 2  | Chaos in the Calm: Part 1 & 2 | Caos nella calma (prima e seconda parte) | 11 agosto 2024    | 2 dicembre 2024  |
| 3  | Ships in the Night            | Navi nella notte                         | 18 agosto 2024    | 9 dicembre 2024  |
| 4  | Heroes and Criminals          | Eroi e criminali                         | 25 agosto 2024    | 9 dicembre 2024  |
| 5  | A Perfect Storm               | Una tempesta perfetta                    | 1º settembre 2024 | 16 dicembre 2024 |
| 6  | Hundred-Year Marathon         | Maratona di cento anni                   | 8 settembre 2024  | 16 dicembre 2024 |
| 7  | Mission Creep                 | Progetto espansione                      | 15 settembre 2024 | 23 dicembre 2024 |
| 8  | Appetite for Destruction      | Fame di distruzione                      | 22 settembre 2024 | 23 dicembre 2024 |
| 9  | The Sea and the Hills         | Il mare e le colline                     | 29 settembre 2024 | 30 dicembre 2024 |
| 10 | The Last Word                 | L'ultima parola                          | 6 ottobre 2024    | 30 dicembre 2024 |